# Grand Cru Bruocsella
Grand Cru Bruocsella is een Belgisch bier van spontane gisting.
Het bier wordt gebrouwen in Brouwerij Cantillon te Anderlecht.
Het is een goudblonde lambiek van drie jaar oud met een alcoholpercentage van 5%. Sinds 1999 wordt de lambiek enkel met ingrediënten van biologische teelt gebrouwen en sinds 2003 draagt dit bier het biolabel.